# 抚州市
抚州市，简称抚，古称临川，中国国家历史文化名城，是中华人民共和国江西省下辖的地级市，位于江西省东部。市境北临鹰潭市、上饶市、南昌市，西接宜春市、吉安市，南毗赣州市，东靠福建省三明市、南平市。地处武夷山脉西麓，南东西三面环山，地势东南高，西北低。南部为雩山，中部为丘陵和河谷盆地，北部为鄱阳湖平原南缘。抚河自南往北纵贯全境，与黎滩河、宜黄河、崇仁河等汇合后注入鄱阳湖，市人民政府驻临川区贛東大道。

## 历史沿革

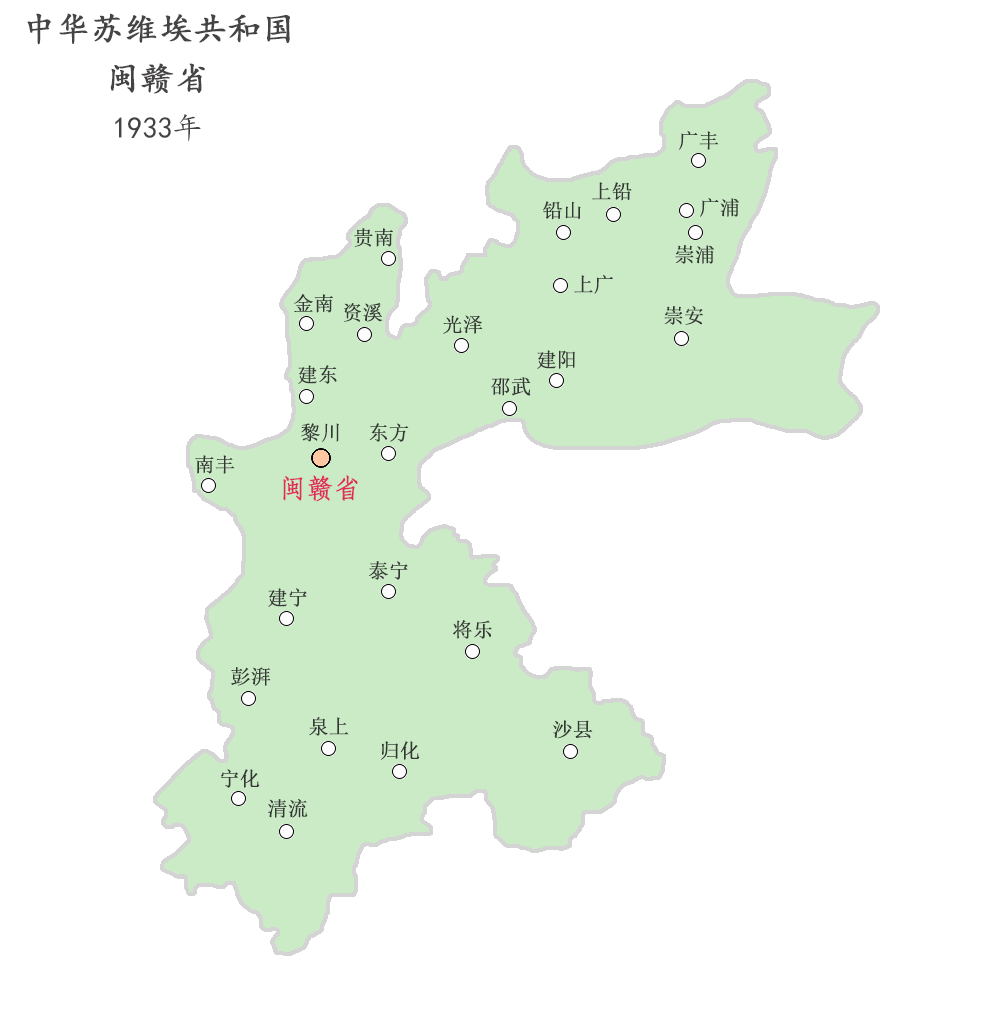
闽赣省地图（1933年）

秦代属九江郡。汉改九江郡为豫章郡。汉高祖五年（前202年），建南城县。东汉永元八年（96年），分南城置临汝县，县治设在今抚州市，属豫章郡。三国吴太平二年（257年）建临川郡，郡治设在临汝县。两晋、南朝相沿。隋开皇九年（589年）废郡，取安抚之意置撫州，抚州从此定名。
唐朝属江南西道。宋代分为抚州置建昌军，属江南西路。元朝改为抚州路、建昌路，另置南丰州，同属江西行中书省。至正二十三年（1363年），朱元璋改抚州路为临川府，不久易名抚州府。明洪武初，仍设抚州府、建昌府，南丰州降为南丰县，属建昌府，均隶属江西承宣布政使司湖东道。清代仍称抚州府、建昌府，属南抚建道。
民国三年（1914年），全省划四道分领八十一个县，原抚州府、建昌府境内各县隶属豫章道。民国15年（1916年）废道，各县直隶省政府。民国21年（1932年）划全省为十三个行政区时，原抚州、建昌两府各县分属第五、七、八、十一行政区。
1949年7月1日抚州分区成立，行政督察专员公署驻临川市（今抚州市临川区）。1950年9月14日，改抚州分区为抚州区。1951年7月6日，更名为抚州专区。1971年1月22日，改为抚州地区。
2000年10月，撤销抚州地区，设立地级抚州市，原县级临川市改为抚州市临川区。

## 地理
全境地貌概括为 “七山半水两分田，半分道路和庄园”。
| 1981–2010年间抚州市东乡区的平均气象数据 | 1981–2010年间抚州市东乡区的平均气象数据 | 1981–2010年间抚州市东乡区的平均气象数据 | 1981–2010年间抚州市东乡区的平均气象数据 | 1981–2010年间抚州市东乡区的平均气象数据 | 1981–2010年间抚州市东乡区的平均气象数据 | 1981–2010年间抚州市东乡区的平均气象数据 | 1981–2010年间抚州市东乡区的平均气象数据 | 1981–2010年间抚州市东乡区的平均气象数据 | 1981–2010年间抚州市东乡区的平均气象数据 | 1981–2010年间抚州市东乡区的平均气象数据 | 1981–2010年间抚州市东乡区的平均气象数据 | 1981–2010年间抚州市东乡区的平均气象数据 | 1981–2010年间抚州市东乡区的平均气象数据 |
| 月份                                    | 1月                                     | 2月                                     | 3月                                     | 4月                                     | 5月                                     | 6月                                     | 7月                                     | 8月                                     | 9月                                     | 10月                                    | 11月                                    | 12月                                    | 全年                                    |
| --------------------------------------- | --------------------------------------- | --------------------------------------- | --------------------------------------- | --------------------------------------- | --------------------------------------- | --------------------------------------- | --------------------------------------- | --------------------------------------- | --------------------------------------- | --------------------------------------- | --------------------------------------- | --------------------------------------- | --------------------------------------- |
| 平均高温 °C（°F）                       | 9.6 (49.3)                              | 12.0 (53.6)                             | 16.1 (61.0)                             | 22.5 (72.5)                             | 27.4 (81.3)                             | 30.1 (86.2)                             | 34.1 (93.4)                             | 33.4 (92.1)                             | 29.5 (85.1)                             | 24.4 (75.9)                             | 18.5 (65.3)                             | 12.7 (54.9)                             | 22.5 (72.6)                             |
| 日均气温 °C（°F）                       | 5.6 (42.1)                              | 8.0 (46.4)                              | 11.8 (53.2)                             | 18.0 (64.4)                             | 22.9 (73.2)                             | 26.0 (78.8)                             | 29.6 (85.3)                             | 28.8 (83.8)                             | 25.0 (77.0)                             | 19.5 (67.1)                             | 13.5 (56.3)                             | 7.6 (45.7)                              | 18.0 (64.4)                             |
| 平均低温 °C（°F）                       | 2.7 (36.9)                              | 5.0 (41.0)                              | 8.6 (47.5)                              | 14.5 (58.1)                             | 19.3 (66.7)                             | 22.7 (72.9)                             | 25.8 (78.4)                             | 25.3 (77.5)                             | 21.6 (70.9)                             | 15.9 (60.6)                             | 9.8 (49.6)                              | 4.0 (39.2)                              | 14.6 (58.3)                             |
| 平均降水量 mm（）                       | 87.9 (3.46)                             | 119.1 (4.69)                            | 204.6 (8.06)                            | 249.0 (9.80)                            | 238.4 (9.39)                            | 333.0 (13.11)                           | 154.9 (6.10)                            | 133.9 (5.27)                            | 79.3 (3.12)                             | 55.1 (2.17)                             | 80.1 (3.15)                             | 55.9 (2.20)                             | 1,791.2 (70.52)                         |
| 平均相對濕度（％）                      | 82                                      | 81                                      | 82                                      | 81                                      | 79                                      | 81                                      | 73                                      | 77                                      | 79                                      | 77                                      | 78                                      | 77                                      | 79                                      |
| 来源：中国气象数据网                    |                                         |                                         |                                         |                                         |                                         |                                         |                                         |                                         |                                         |                                         |                                         |                                         |                                         |

## 政治

### 现任领导
| 机构     | · 中国共产党 · 抚州市委员会 | 抚州市人民代表大会 常务委员会 | 抚州市人民政府    | · 中国人民政治协商会议 · 抚州市委员会 |
| 职务     | 书记                        | 主任                          | 市长              | 主席                                  |
| -------- | --------------------------- | ----------------------------- | ----------------- | ------------------------------------- |
| 姓名     | 范小林                      | 王宏安                        | 胡剑飞            | 贺喜灿                                |
| 民族     | 汉族                        | 汉族                          | 汉族              | 汉族                                  |
| 籍贯     | 江西省莲花县                | 江西省吉水县                  | 江西省万安县      | 江西省莲花县                          |
| 出生日期 | 1970年11月（54歲）          | 1968年8月（56歲）             | 1973年2月（52歲） | 1965年7月（59歲）                     |
| 就任日期 | 2024年10月                  | 2021年10月                    | 2024年11月        | 2021年10月                            |

### 历任领导
| 市委书记 - 罗筱玉（2000年10月－2002年1月） - 钟健华（2002年1月－2006年1月） - 钟利贵（2006年3月－2008年12月） - 甘良淼（2008年12月－2011年8月） - 龚建华（2011年8月－2014年10月） - 肖毅（2015年4月－2021年3月） - 张鸿星（2021年3月－2021年8月） - 夏文勇（2021年8月－2023年3月） - 魏晓奎（2023年3月－2024年10月） - 范小林（2024年10月－） | 市长 - 刘礼祖（2000年10月－2002年1月） - 钟际跃（2002年1月－2003年8月） - 谢亦森（2003年9月－2006年11月） - 甘良淼（2006年11月－2008年12月） - 张勇（2009年1月－2011年8月） - 张和平（2011年8月－2015年3月） - 张鸿星（2015年3月－2021年3月） - 夏文勇（2021年3月－2021年9月） - 高世文（2021年9月－2024年10月） - 胡剑飞（2024年11月－） |

### 行政区划
抚州市现辖2个市辖区、9个县。
- 市辖区：临川区、东乡区

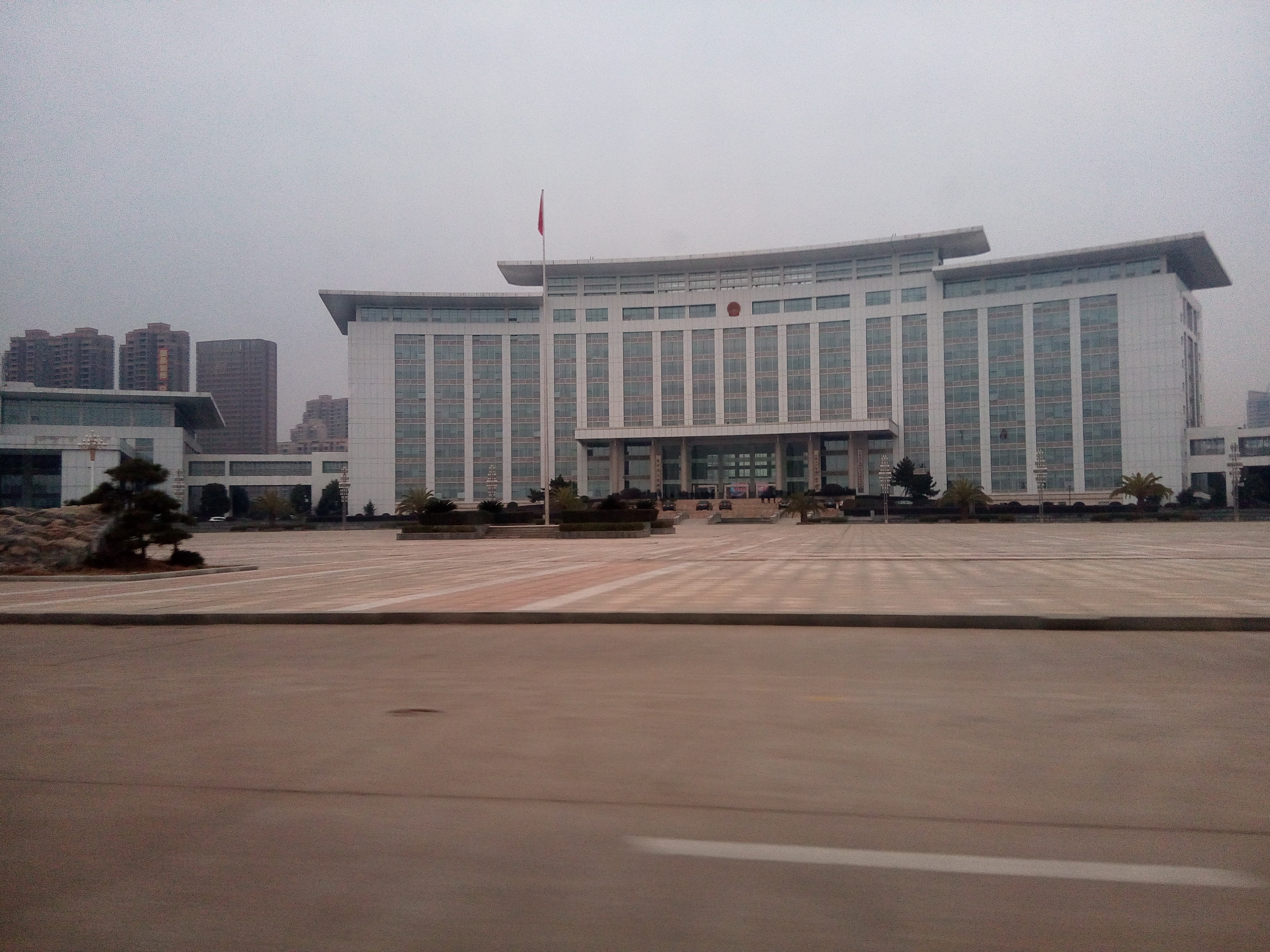
抚州市政府

- 县：南城县、黎川县、南丰县、崇仁县、乐安县、宜黄县、金溪县、资溪县、广昌县

抚州高新技术产业开发区（原金巢经济开发区）是抚州市设立的国家级高新技术产业开发区，东临新区是抚州市政府设立的正处级派出机构。

## 人口
根据2020年第七次全国人口普查，全市常住人口为3,614,866人。同第六次全国人口普查的3,912,307人相比，十年共减少了297,441人，下降7.6%，年平均增长率为-0.79%。其中，男性人口为1,868,742人，占总人口的51.7%；女性人口为1,746,124人，占总人口的48.3%。总人口性别比（以女性为100）为107.02。0－14岁的人口为814,442人，占总人口的22.53%；15－59岁的人口为2,207,356人，占总人口的61.06%；60岁及以上的人口为593,068人，占总人口的16.41%，其中65岁及以上的人口为426,013人，占总人口的11.79%。居住在城镇的人口为2,058,897人，占总人口的56.96%；居住在乡村的人口为1,555,969人，占总人口的43.04%。

### 民族
全市常住人口中，汉族人口为3,603,598人，占99.69%；各少数民族人口为11,268人，占0.31%。与2010年第六次全国人口普查相比，汉族人口减少300,904人，下降7.71%，占总人口比例下降0.11个百分点；各少数民族人口增加3,463人，增长44.37%，占总人口比例增加0.11个百分点。

## 经济

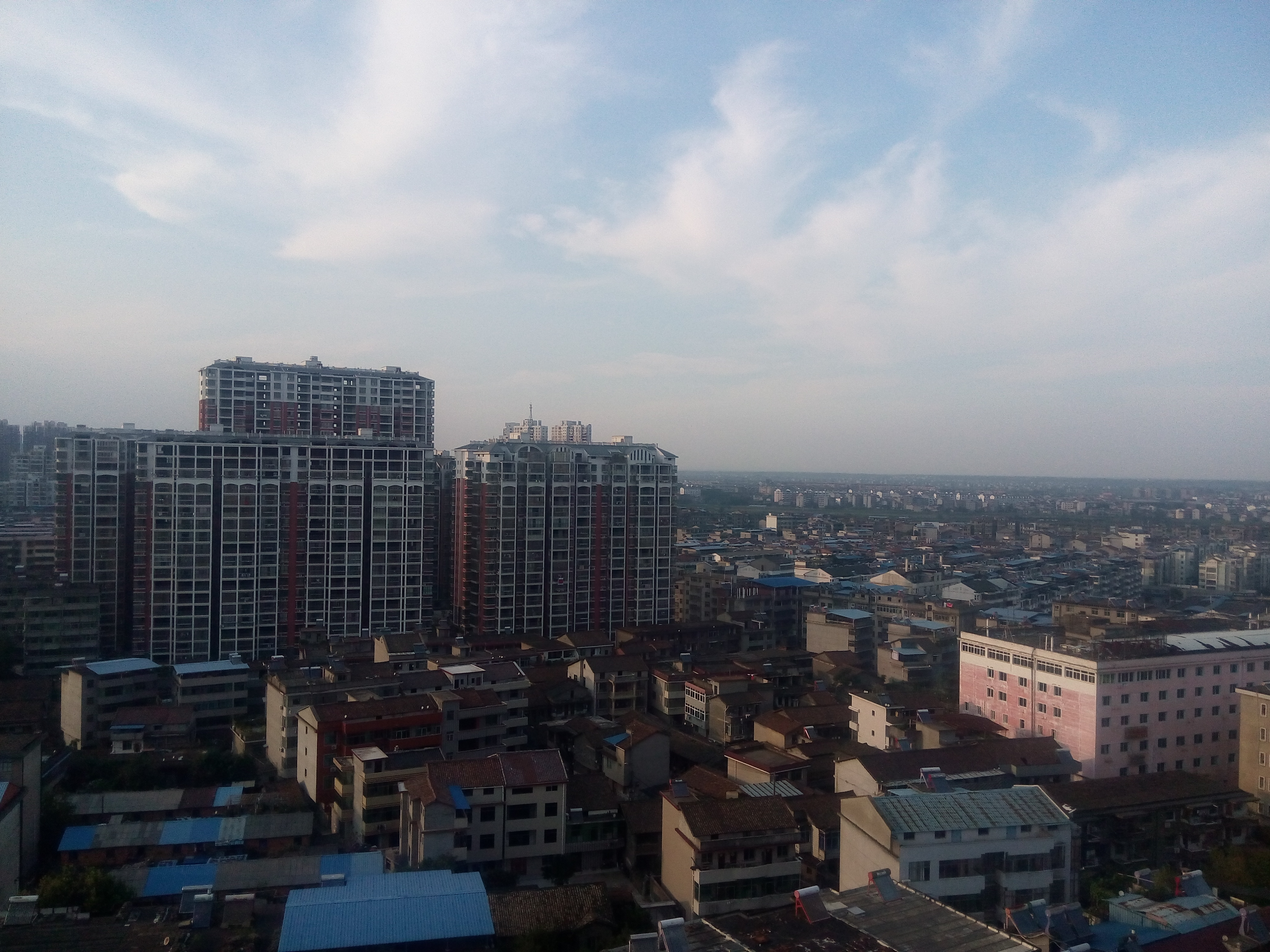
經濟適用房區

经济以农业为主。因为交通不便，工业发展缓慢，即在江西，亦属落后地区。而受当地文化影响，第三产业也不发达。
主要支柱产业：粮食、纺织、食品工业和轻型汽车。

## 交通

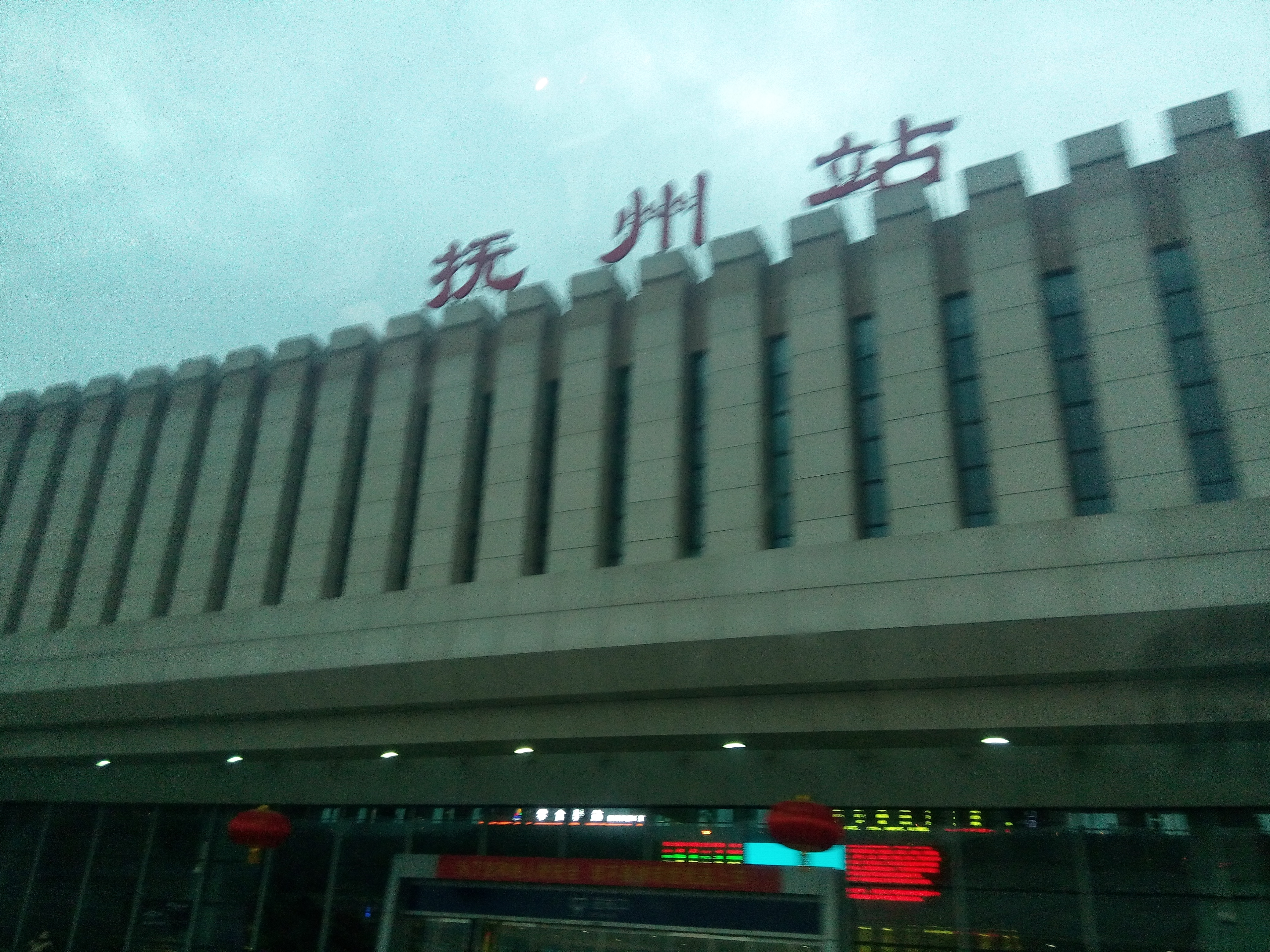
抚州火車站

- 铁路：抚江铁路、沪昆铁路（经东乡）、沪昆高速鐵路（经东乡）、昌福铁路
- 公路： 316国道、 206国道、 济广高速公路

## 重大事故
- 2010年沪昆铁路列车脱轨事故。在東鄉縣。亡19人，伤71人

## 文化
临川文化是一种区域文化，它源远流长，影响广泛。农耕文化是其根本，科举文化是其突出表现。抚州是国家历史文化名城。

### 全国重点文物保护单位
- 流坑村古建筑群
- 宝山金银矿冶遗址
- 白舍窑遗址
- 谭纶墓
- 明益藩王墓地
- 龙图学士和刺史传芳牌楼门
- 万年桥和聚星塔
- 抚州玉隆万寿宫
- 驿前石屋里民宅

## 历史文化名镇名村
- 中国历史文化名镇：广昌县驿前镇、金溪县浒湾镇、
- 江西省历史文化名镇：宜黄县棠阴镇
- 中国历史文化名村：乐安县牛田镇流坑村、金溪县双塘镇竹桥村、金溪县琉璃乡东源曾家村、金溪县合市镇游垫村、金溪县合市镇全坊村、金溪县琅琚镇疏口村、金溪县陈坊积乡岐山村、乐安县湖坪乡湖坪村、
- 江西省历史文化名村：乐安县牛田镇水南村、东乡区黎圩镇浯溪村、

## 历史文化街区
- 临川区：文昌里汤家山历史文化街区、文昌里汝东园历史文化街区、荆公路历史文化街区、州学岭历史文化街区、义门巷历史文化街区、延陵路历史文化街区、
- 金溪县：水门巷历史文化街区、王家巷历史文化街区、金溪街历史文化街区、
- 黎川县：黎川老街历史文化街区、贤士街历史文化街区、
- 南丰县：望仙桥历史文化街区、攀桂坊历史文化街区、盱江西路历史文化街区、盱江东路历史文化街区、
- 崇仁县：中大、西路历史文化街区、
- 宜黄县：北门路历史文化街区、南门路历史文化街区、
- 乐安县：衙门巷历史文化街区、
- 南城县：北街历史文化街区、将军岭历史文化街区、

## 教育
高等学校
- 东华理工大学
- 南昌大学抚州医学院

中等专业技术学校
- 江西省中医药学校

高级中学
- 抚州市第一中学（原临川中学）
- 临川一中
- 临川二中

## 相关事件
2011年5月26日，抚州市发生连环爆炸案，当天上午，位于市内的三处政府办公地遭到炸弹爆炸袭击。三起爆炸事件的攻击目标分别为抚州市检察院、临川区政府大楼和及临川区药监局大楼，造成3死5伤。